# Paul Libois
Paul Libois, né le 6 avril 1901 à Diest et décédé le 17 décembre 1990 à Schaerbeek, est un mathématicien et homme politique communiste belge.

## Activité politique
Il est élu sénateur provincial de la province de Brabant (1946-1949), puis élu de l'arrondissement de Nivelles en 1950.
Il est exclu du PCB en 1954 pour fractionnisme.
Il est membre de la Franc-maçonnerie.

## Activité pédagogique
Paul Libois étudie la physique et les mathématiques à l'ULB et y devient assistant puis professeur de géométrie et de théorie des groupes.
Parmi ses élèves les plus connus figurent Jacques Tits et Francis Buekenhout.
Il est doyen de la Faculté des sciences de 1958 à 1960.